# دون اندروز (ملحن)
دون اندروز (بالإنجليزية: Don Andrews)‏ هو معلم موسيقى وملحن أسترالي، ولد في 29 مايو 1929، وتوفي في 5 مارس 2012.